# Cláudia de França
Cláudia de França (em francês: Claude de France; Romorantin-Lanthenay, 13 de outubro de 1499 – Castelo de Blois, 20 de julho de 1524) foi duquesa da Bretanha e rainha consorte de França por seu casamento com seu primo Francisco I.

## Biografia
Cláudia nasceu em 13 de outubro de 1499, em Romorantin-Lanthenay, sendo a filha mais velha do rei Luís XII da França e sua segunda esposa, Duquesa Ana da Bretanha. Cláudia foi batizada em homenagem a Cláudio de Besançon, um abade do século VII cujo nome sua mãe, havia invocado em peregrinação na esperança de um parto seguro de uma criança viva.  Durante seus dois casamentos, Ana teve pelo menos quatorze gravidezes, das quais apenas duas crianças sobreviveram até a idade adulta: Cláudia e sua irmã mais nova Renata, nascida em 1510.
O contrato de casamento entre Luís e Ana de 7 de janeiro de 1499 estipulava que o Ducado da Bretanha seria revertido exclusivamente para os herdeiros de Ana. Como Ana não teria filhos do sexo masculino, Cláudia estava destinada a tornar-se duquesa da Bretanha por direito próprio após a morte de sua mãe. Ela não pôde suceder seu pai no trono da França porque a lei sálica, estabelecida em 1328 com a ascensão da dinastia Valois, excluía as filhas do rei falecido da sucessão.

### Planos matrimoniais
Como herdeira do Ducado da Bretanha, o casamento de Cláudia começou a ser planejado desde cedo. A Rainha Ana, como Duquesa da Bretanha, desejava garantir que o ducado permanecesse fora do domínio real ou, ao menos, evitasse que caísse nas mãos da coroa francesa. Ansiosa, ela contou com a ajuda do Cardeal Georges d'Amboise, que promoveu uma solução para esse problema: um contrato de casamento entre Cláudia e Carlos de Habsburgo, o futuro Imperador eleito do Sacro Império Romano-Germânico, Carlos V. Essa proposta, no entanto, era contrária ao que desejava Pierre de Rohan, Marechal da França e um dos conselheiros próximos do rei. O Marechal era a favor da princesa casar-se com Francisco de Orleães, Duque de Valois, primo de Luís XII e primeiro príncipe de sangue, o herdeiro presuntivo do trono francês, o que manteria a Bretanha unida à França.
Em 10 de agosto de 1501, em Lyon, o contrato de casamento entre Cláudia e o futuro Carlos V foi assinado por François de Busleyden, Arcebispo de Besançon, Guillermo de Croy, Nicolas de Rutter e Pierre Lesseman, todos embaixadores do duque Filipe, o Belo, pai de Carlos. Uma parte do contrato prometia a herança da Bretanha ao jovem príncipe, já na linha de sucessão aos tronos de Castela e Aragão, Áustria e os Estados Borgonheses.
Além disso, o primeiro Tratado de Blois, assinado em 1504, concedeu a Cláudia um dote considerável no caso da morte de seu pai sem herdeiros masculinos: além da Bretanha, Cláudia também recebeu os Ducados de Milão e Borgonha, os Condados de Blois e Asti e o território da República de Gênova, então ocupado pela França.

Em 1505, Luís XII, doente e temendo que morreria em breve (sem um filho), percebeu o peso que esses tratados imporiam a seu herdeiro presumido. Ele, portanto, anulou o casamento de Cláudia pelos Estados Gerais de maio de 1506, realizados em Tours, em favor de Francisco. Sua morte logo depois (25 de setembro) impediu que a rescisão do contrato tivesse consequências muito sérias. Afirma-se que Luísa de Saboia, mãe de Francisco, obteve dele em abril de 1501 uma promessa secreta de que Cláudia seria casada com seu filho.  A Rainha Ana, furiosa ao ver o triunfo do Marechal de Gié, exerceu toda a sua influência para obter sua condenação por traição perante o Parlamento de Paris.

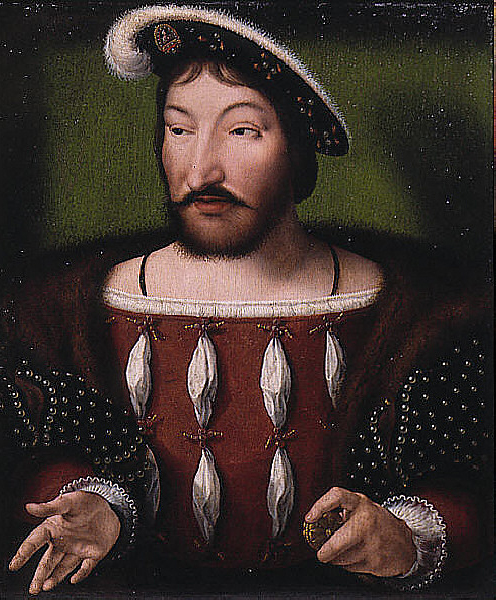
Francisco I de França, marido de Cláudia

### Casamento
Em 9 de janeiro de 1514, a Rainha Ana morreu e Cláudia tornou-se Duquesa da Bretanha. Quatro meses depois, dia 18 de maio, aos 14 anos, Cláudia casou-se com Francisco na capela do Castelo de Saint-Germain-en-Laye. Com essa união, ficou assegurado que a Bretanha permaneceria unida à coroa francesa, a menos que o terceiro casamento de Luís com Maria Tudor, princesa da Inglaterra (celebrado em 9 de outubro de 1514) produzisse o tão esperado herdeiro. No entanto, o terceiro casamento de Luís foi curto e sem filhos: Luís XII morreu em 1 de janeiro de 1515, menos de três meses após o casamento. Francisco tornou-se Rei Francisco I e Cláudia, Rainha da França.
Como Duquesa da Bretanha, Cláudia cedeu o usufruto do ducado para seu esposo, em 1515; ela, entretanto, recusou suas repetidas sugestões de incorporar a Bretanha à França e, em vez disso, nomeou seu filho mais velho, Francisco, como herdeiro do ducado.

### Rainha da França
Cláudia foi coroada em 10 de maio de 1517, na Basílica de Saint-Denis pelo cardeal Filipe de Luxemburgo. Como rainha, Cláudia foi eclipsada na corte por sua sogra, Luísa de Saboia, e sua cunhada, a literária rainha navarrense Margarida de Angolema. Ao contrário de sua irmã mais nova, Renata, parece que ela nunca demonstrou interesse por sua herança materna, nem teve disposição para a política, pois preferia dedicar-se à religião sob a influência, segundo algumas fontes, de Cristoforo Numai, que foi o confessor de sua sogra. Gabriel Miron, chanceler da Rainha Cláudia e primeiro médico escreveu um livro intitulado "de Regimine infantium tractatus tres", que fornece algumas informações sobre a vida dela.

Quando seu esposo ascendeu ao trono, em 1515, duas das damas de companhia de Cláudia eram as irmãs Ana e Maria Bolena, e outra era Diana de Poitiers. Maria foi amante do rei antes de retornar para a Inglaterra, por volta de 1519. Ana serviu como tradutora oficial de Cláudia sempre que havia visitantes ingleses. Ela também foi temporariamente dama de Renata, voltando para a Inglaterra em 1520, onde se tornaria a segunda esposa do rei Henrique VIII. Diana de Poitiers era a principal inspiração da Escola de Fontainebleau da Renascença Francesa e se tornou a amante vitalícia do filho e sucessor de Francisco I, Henrique II.

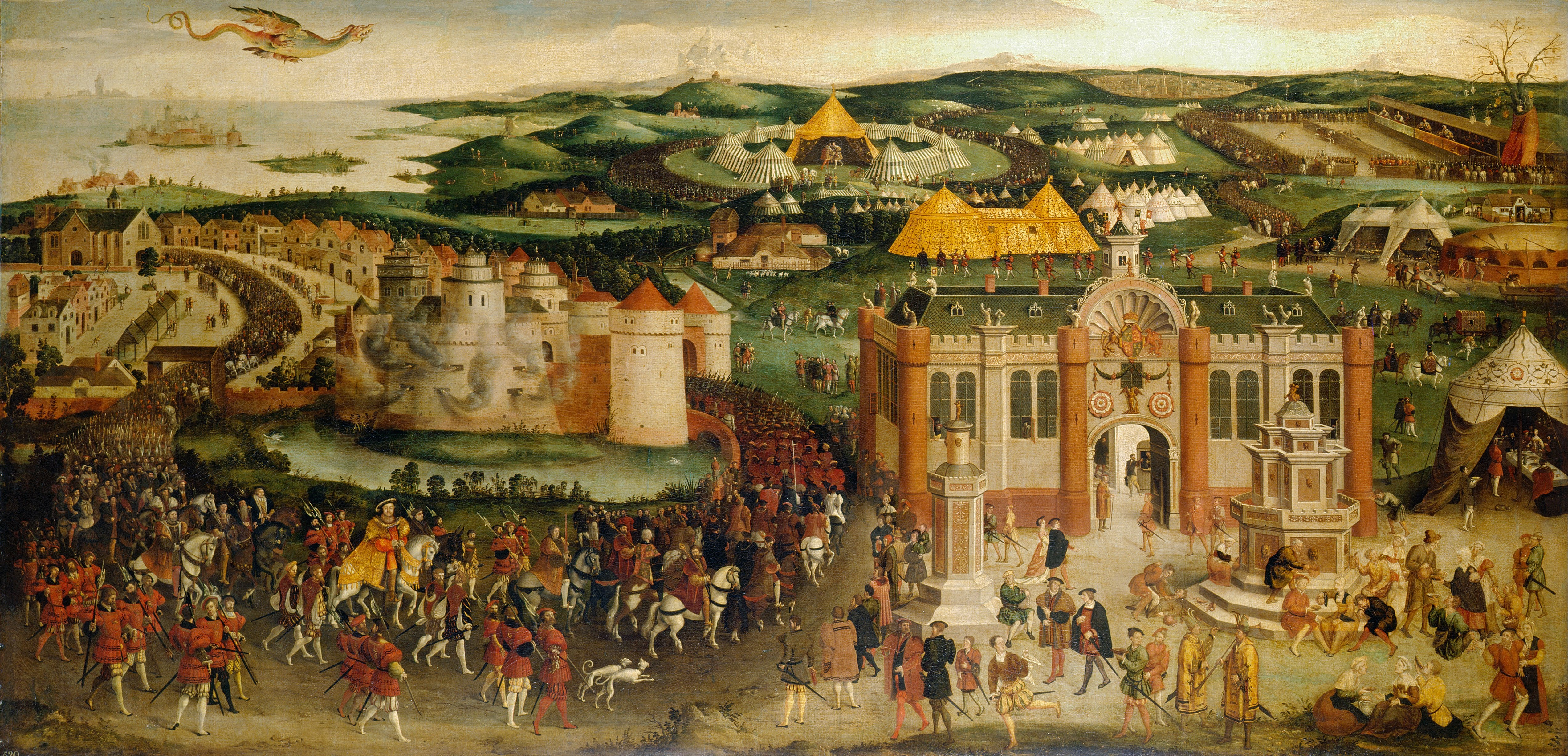
Campo do Pano de Ouro, onde e se encontraram firmando assim um embate entre as duas maiores potências do Renascimento

Cláudia passou quase toda a sua vida matrimonial em um ciclo interminável de gravidezes anuais. Seu marido teve muitas amantes, mas era geralmente relativamente discreto. Cláudia impôs um rígido código moral em seu próprio lar, que apenas alguns escolheram desobedecer. Após a morte de seus pais, ela passou a ser pouco apreciada pela corte.
Compartilhava um interesse com seu marido na construção e estava envolvida na construção de monumentos arquitetônicos renascentistas. A "ala Francisco I" do Castelo de Blois foi construída sob sua supervisão. Cláudia fez poucas aparições públicas durante seu reinado. Suas muitas gravidezes fizeram com que sua saúde sofresse, tornando difícil viajar e cumprir deveres cerimoniais. Por causa de suas muitas gravidezes e as dificuldades que causaram para sua saúde, ela não foi consagrada como rainha até 1517. Cláudia compareceu à reunião do Campo de Pano de Ouro em junho de 1520 junto com a rainha de Henrique VIII, Catarina de Aragão. Mas ambas as senhoras foram auto-suficientes. A sogra de Cláudia, a cunhada e as amantes oficiais de seu marido intervieram para cumprir seus papéis oficiais.
Seus últimos anos foram isolados e melancólicos quando ela se tornou mais imóvel. O nascimento de sua última filha Margarida em 1523 desgastou todas as suas forças. Tornou-se cada vez mais claro que ela não viveria muito tempo. Ela também pode ter sofrido os efeitos da sífilis dada a ela por seu marido, que provavelmente foi infectado quando era jovem.

## Morte
Cláudia morreu em 26 de julho de 1524 no Castelo de Blois, aos vinte e quatro anos.  A causa exata de sua morte foi contestada entre fontes e historiadores: enquanto alguns alegavam que ela morreu durante o parto ou após um aborto espontâneo, outros acreditavam que ela morreu de exaustão após suas muitas gravidezes ou após desenvolver tuberculose óssea (como sua mãe) e, finalmente, alguns acreditavam que ela morreu de sífilis contraída de seu marido. Ela foi enterrada na Basílica de Saint-Denis.
Ela foi inicialmente sucedida como governante da Bretanha por seu filho mais velho, o Delfim Francisco, que se tornou Duque Francisco III, sendo o viúvo de Cláudia, o Rei Francisco I, seu guardião. Após a morte do Delfim em 1536, o segundo filho de Cláudia, Henrique, Duque de Orleans, tornou-se Delfim e Duque da Bretanha. Mais tarde, ele tornou-se Rei da França como Henrique II. Ao ascender ao trono, em 1547, o Ducado da Bretanha se tornou oficialmente parte do domínio real francês.
O viúvo de Cláudia, por sua vez, casou-se novamente vários anos após a morte dela, com Leonor da Áustria, irmã do imperador Carlos V. A atmosfera na corte tornou-se consideravelmente mais devassa, e houve rumores de que a morte do rei Francisco em 1547 foi devido à sífilis.

## Descendência

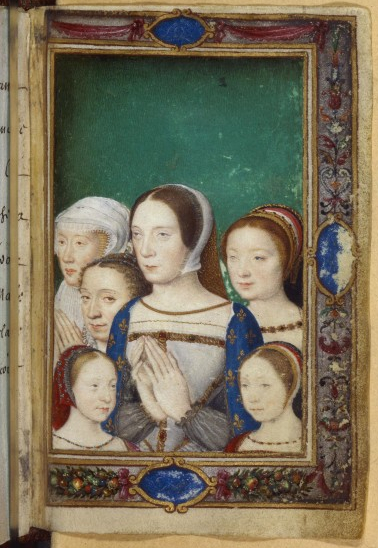
Cláudia cercada por suas filhas (Carlota, Madalena e Margarida), sua irmã Renata (ou sua falecida filha mais velha Luísa) e a segunda esposa de seu marido, Leonor da Áustria, 1550

Cláudia e Francisco tiveram oito filhos:
1. Luísa (Castelo de Amboise, 19 de agosto de 1515 - 21 de setembro de 1518), morreu na infância, noiva de Carlos I de Espanha quase desde o nascimento até a morte;
2. Carlota (Castelo de Amboise, 23 de outubro de 1516 - Castelo de Saint-Germain-en-Laye, 8 de setembro de 1524), morreu na infância, noiva de Carlos I de Espanha desde 1518 até sua morte;
3. Francisco (Castelo de Amboise, 28 de fevereiro de 1518 - Castelo de Tournon, 10 de agosto de 1536), delfim da França e seu sucessor como duque da Bretanha como Francisco III;
4. Henrique (Castelo de Saint-Germain-en-Laye, 31 de março de 1519 - Hôtel des Tournelles, 10 de julho de 1559), duque d'Orleães desde o nascimento, sucedeu ao pai como rei Henrique II da França;
5. Madalena (Castelo de Saint-Germain-en-Laye, 10 de agosto de 1520 - Palácio de Holyrood, 2 de julho de 1537), primeira consorte de Jaime V da Escócia;
6. Carlos (Castelo de Saint-Germain-en-Laye, 22 de janeiro de 1522 - Abbeville, 9 de setembro de 1545), duque de Angolema desde o nascimento, depois também duque de Châtellerault, d'Orleães, de Bourbon e de Crépy;
7. Margarida (Castelo de Saint-Germain-en-Laye, 5 de junho de 1523 - Turim, 14 de setembro de 1574), esposa de Manuel Felisberto, duque de Saboia;

Com exceção daquelas suas filhas que foram viver noutros países, todos os restos mortais de seus filhos repousam na Basílica de Saint-Denis.

## Aparência
Se Francisco era alto e atlético, Cláudia era baixa. Suas gestações sucessivas faziam-na parecer continuamente rechonchuda, o que era visto como motivo de zombaria na corte. Embaixadores estrangeiros notaram sua "constituição robusta", sua claudicação, o estrabismo em seu olho esquerdo, sua estatura muito baixa, sua feiura e sua modéstia, mas ressaltaram suas qualidades do coração.
Tem-se especulado com base nessas descrições que ela poderia ter síndrome de Down.

## Legado

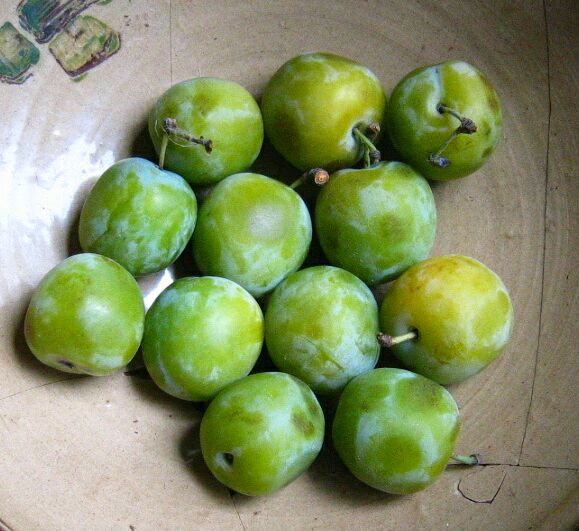
Prunus domestica italica ou rainha-cláudia

Cláudia é lembrada num certo tipo de ameixa de tamanho pequeno, o de uma noz. Seu nome científico é Prunus domestica italica. Ela foi desenvolvida na França a partir de uma variedade originalmente encontrada na Ásia Menor. É conhecida por seu sabor doce, tornando-a uma das mais finas ameixas de sobremesa.
O livro de orações de Cláudia de França é uma joia da manuscrição iluminista, medindo 49 por 69 mm, que ela encomendou por volta de 1517, ano de sua coroação. O livro é uma série contínua de 132 ricas ilustrações de passagens bíblicas e da vida dos santos. Todas as páginas são emolduradas por La Cordelière, em memória de sua mãe. Seu brasão aparece em três folhetos diferentes. Este manuscrito, assim como um livro de horas, foi iluminado por um artista que recebeu o nome artístico de Mestre de Cláudia de França. Foi doado à Biblioteca Pierpont Morgan em Nova Iorque em 2008 pela Sra. Alexandre Rosenberg Paul, em memória de seu marido.